# Elisabeth Simon
Pour les articles homonymes, voir Simon (patronyme).
Dans le nom hongrois Simon Erzsébet Böske, le nom de famille précède le prénom, mais cet article utilise l’ordre habituel en français Erzsébet Böske Simon, où le prénom précède le nom.
Erzsébet Simon Böske, connue en France sous le nom d'Elisabeth Simon, née le 15 février 1909 à Keszthely et morte le 28 octobre 1970 à Budapest, est une Hongroise, première femme à devenir Miss Hongrie en 1929. Elle est élue Miss Europe en 1929 à Paris.

## Biographie

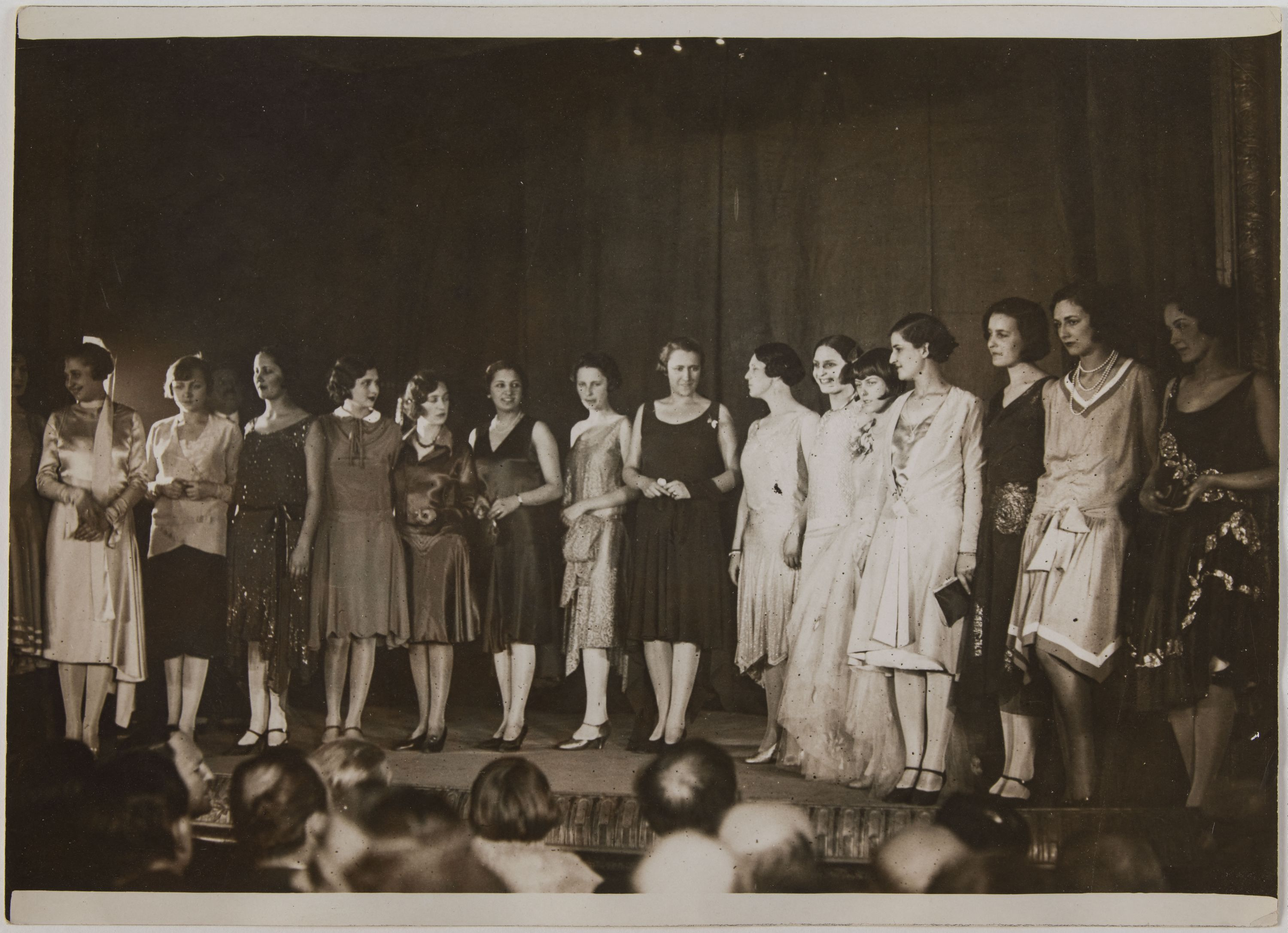
Concours Miss Europe 1929

Née dans une famille juive à Keszthely, une ville hongroise proche du Lac Balaton, son père Sándor Simon est médecin en chef et sa mère Janka Hoffmann au foyer. Elle est découverte à l'âge de seize ans et en 1925 est élue reine de beauté à Keszthely.
Le 6 janvier 1929, elle devient la première Miss Hongrie (Miss Hungaria) devant deux cent dix-huit autres candidates. 
Le 8 février 1929 à Paris, elle est élue Miss Europe devant des candidates de seize autres pays,,.
Maurice de Waleffe, journaliste organisateur du concours, dit d'elle dans ses mémoires : « Cette première miss Europe est la fille d'un docteur hongrois d'origine israélite, qui avait (chuchotait-on) du sang de prince dans les veines. Le fait est que je n'ai jamais rencontré créature plus aristocratique ».
Quand Elisabeth Simon revient en Hongrie, c'est un triomphe, une énorme foule l’attend à la gare de Budapest-Keleti. Neuf années après le traité de Trianon, le maire de Budapest la salue en ces termes:« avec cette beauté triomphante, vous avez regagné la gloire de ce pauvre pays vaincu ». Le 17 mars, elle donne des autographes à l'Association des journalistes. Les reportages soulignent que c'est la seule fois où Miss Europe est disponible pour des autographes. 
En mars 1929, un groupe d'étudiants agricoles antisémites se réunit devant sa maison à Keszthely et manifeste contre elle. 
Le 28 juillet 1929 , au Casino de Deauville une compétition entre Miss Europe et Miss America est organisé. Le jury international décide de partager le prix de 50 000 francs entre les deux candidates jugées ex æquo,.
Elisabeth Simon renonce à son voyage à Galveston au Texas, où doit avoir lieu le concours de la plus belle femme de l'univers, Miss Univers, à la suite de la réception d'une lettre dans laquelle l'évêque de Galveston Christopher Edward Byne lui aurait fait ressortir les risques qui pourraient menacer sa vertu de jeune fille notamment en paradant en petite tenue : « Vous comparaîtrez en costume de bain devant une cohue bariolée qui se pressera autour de vous jusqu'à vous toucher et détaillera votre personne comme le font, sur le champ de foire, des experts discutant les mérites d'un animal de prix. L'exhibition de beautés de Galveston est une entreprise vulgaire et brutale de réclame, et je ne peux me figurer qu'une femme qui a quelque respect d'elle-même consente à prendre part à un semblable concours »,. Elle reçoit également une lettre de l'organisateur Willet Roe lui indiquant que le point de vue de l’évêque ne reflète pas la réalité.
Elisabeth Simon ne profite pas des possibilités qui lui sont offertes de devenir actrice et se marie à Paul Brammer, marchand actif dans le commerce de gros de textile de Budapest. Le mariage ne dure pas et après son divorce, elle épouse Dániel Job, directeur artistique du théâtre de la gaîté à Budapest. Son mari est déporté et survit à la Shoah.